# Chilon von Sparta
Chilon von Sparta (auch bekannt als Cheilon von Lakedaimonien, altgriechisch Χείλων ὁ Λακεδαιμόνιος) war 556/555 (?) v. Chr. spartanischer Ephor und Verfassungsreformer und galt (nach Platon) als einer der Sieben Weisen des antiken Griechenlands.

## Wirken und Nachwirkung
Seine Blütezeit lag in der Zeit der 55./56. Olympiade (560/556 v. Chr.). Durch seinen gesetzgeberischen Einfluss soll er die Entstehung des klassischen Sparta bewirkt haben (strenge Vergenossenschaftlichung der Spartiaten, Militarisierung der Polis, tyrannishemmende Stärkung des Ephorats gegenüber dem Doppelkönigtum, Kunstfeindlichkeit).
Von ihm soll der Spruch „Erkenne dich selbst“ (γνῶθι σεαυτόν, gnóthi seautón) auf einem der delphischen Apollontempel stammen. Er gilt auch als Urheber der lateinisch de mortuis nil nisi bene lautenden Gnome „Über die Toten (rede) nur wohlwollend“.

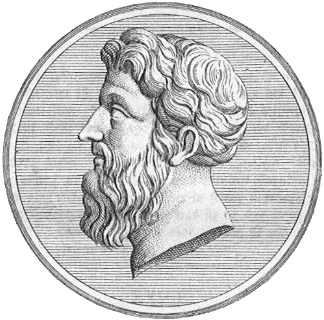
Neuzeitliches Phantasiebild Chilons

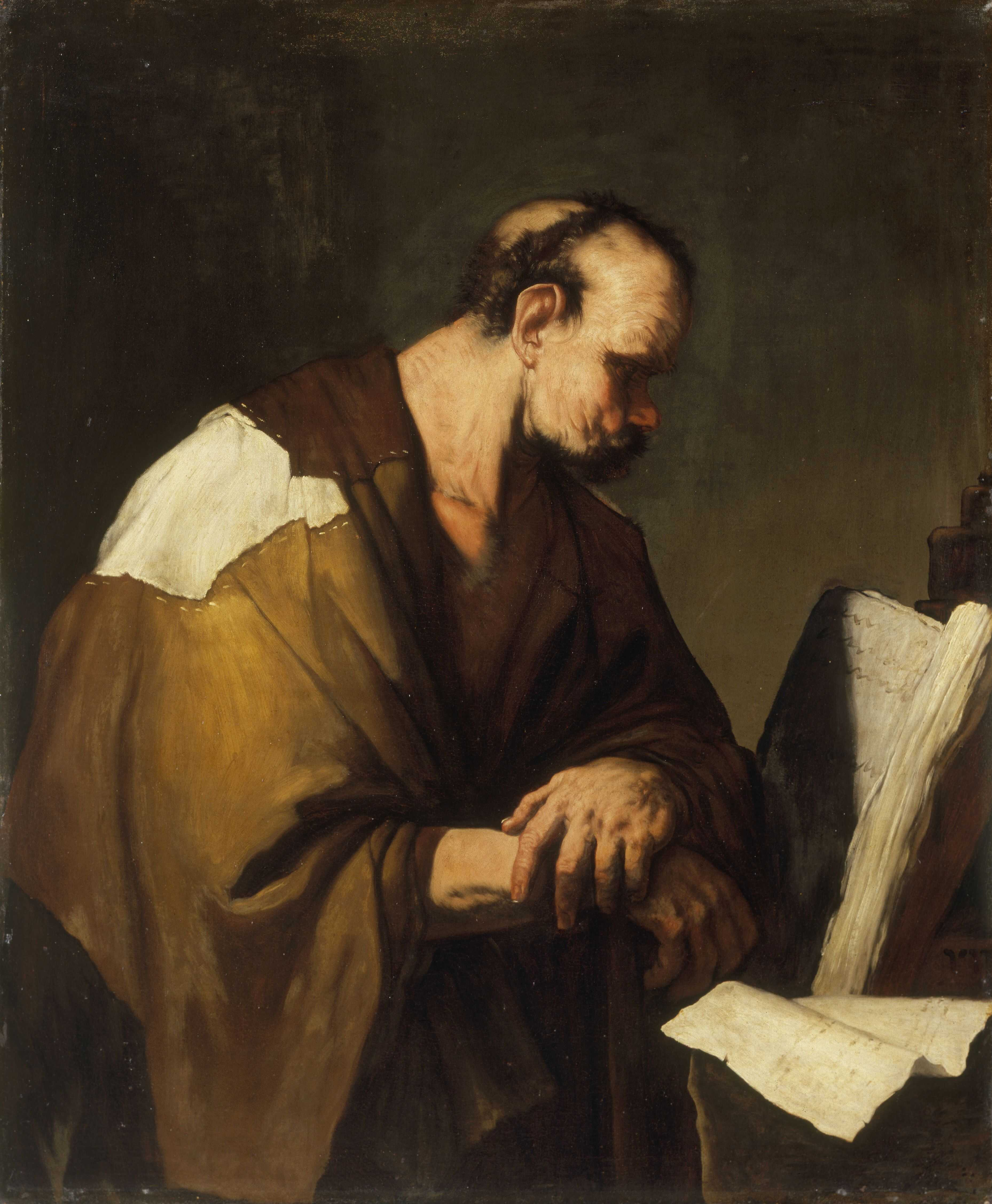
Luca Giordano, Phantasieporträt Chilons (ca. 1660)

In Sparta war ihm ein Heroon geweiht (Pausanias 3,16,4). Diogenes Laertios erwähnt ihn in seinem Werk über die Philosophen. Im Übrigen ist seine Wirksamkeit schwer zu erfassen und wird auch bestritten (Thommen 2003:59-61).
Chilon würde damit in die „Achsenzeit“ (Karl Jaspers) gehören, in der – nicht nur wie im Mittelmeerraum Solon, die Decemviri oder Esra – zahlreiche Gesetzgeber mit großer Nachwirkung wirkten.

## Zitate
Der Philosoph Demetrios von Phaleron schreibt ihm folgende Aussprüche zu. „Chilon, Sohn des Damagetos, aus Lakedaimon sagte“ (γ (172, 33) Χείλων Δαμαγήτου Λακεδαιμόνιος ἔφη):
1. Erkenne dich selbst. Γνῶθι σεαυτόν.
2. Beim Trinken rede nicht viel; du wirst es bereuen. Πίνων, μὴ πολλὰ λάλει· ἁμαρτήσῃ γάρ.
5. Zu den Festen der Freunde geh langsam, zu ihrem Unglück schnell. ᾿Επὶ τὰ δεῖπνα τῶν φίλων βραδέως πορεύου, ἐπὶ δὲ τὰς ἀτυχίας ταχέως.
6. Gib keine teuren Hochzeiten. Γάμους εὐτελεῖς ποιοῦ.
7. Den Toten preise glücklich. Τὸν τετελευτηκότα μακάριζε.
8. Den Älteren ehre. Πρεσβύτερον σέβου.
10. Verlust nimm eher als bösen Gewinn; denn jener schmerzt einmal, dieser immer. Ζημίαν αἱροῦ μᾶλλον ἢ κέρδος αἰσχρόν· τὸ μὲν γὰρ ἅπαξ λυπήσει, τὸ δὲ ἀεί.
11. Über einen Unglücklichen lache nicht. Τῷ δυστυχοῦντι μὴ ἐπιγέλα.
11. Lass deine Zunge nicht deinem Verstand vorauslaufen. Ἠ γλῶσσά σου μὴ προτρεχέτω τοῦ νοῦ.
15. Beherrsche den Zorn. Θυμοῦ κράτει.
16. Erstrebe nichts Unmögliches. Μὴ ἐπιθύμει ἀδύνατα.
17. Auf der Straße haste nicht, um (andere) zu überholen, nicht die Hand bewegen (winken); denn (es ist) verrückt. ᾿Ἐν ὁδῷ μὴ σπεῦδε προάγειν, μηδὲ τὴν χεῖρα κινεῖν· μανικὸν γάρ.
19. Gehorche den Gesetzen. Νόμοις πείθου.
20. Bei Unrecht versöhne dich, bei Frechheit wehr dich. Ἀδικούμενος διαλλάσσου· ὑβριζόμενος τιμωροῦ.
Ausspruch gemäß Diogenes Laertios:
Über den Toten nicht schlecht sprechen, (das) Alter ehren. Τὸν τεθνηκότα μὴ κακολογεῖν, γῆρας τιμᾶν. (Ton tethnēkota mē kakologein, gēras tīmān.)